# Buprofezine
Buprofezine (ISO-naam) is een insecticide, ontwikkeld door het Japanse bedrijf Nihon Nohyaku Co. Ltd. Merknamen zijn Applaud en Talus (in de Verenigde Staten).

## Werking
Buprofezine behoort tot de groep van zogenaamde insectengroeiregelaars (insect growth regulators of IGR's), meer bepaald de chitinesyntheseremmers (zoals onder meer ook novaluron). Het remt de biosynthese van chitine bij de beoogde insecten en verstoort daardoor de groei van onvolwassen insecten (larven), waardoor zij na enkele dagen sterven. De werking gebeurt hoofdzakelijk door contact, maar ook via ingestie in de maag.
Buprofezine is vooral werkzaam tegen halfvleugeligen, waaronder (de larven van) witte vliegen, en tegen dop-, schild- en wolluizen; dit zijn moeilijk te bestrijden plagen. Het is niet schadelijk voor bijen en nuttige insecten, zoals sluipwespen, die ingezet worden voor de biologische of geïntegreerde bestrijding.

## Regelgeving
In de Verenigde Staten werd Applaud in augustus 2000 geregistreerd. Het wordt onder meer ingezet bij de teelt van druiven, sinaasappelen en andere citrusvruchten, en katoen.
In de Europese Unie is buprofezin opgenomen in de lijst van toegelaten werkzame stoffen (bijlage bij de Richtlijn 91/414/EEG), met ingang van 1 februari 2011.
In België is Applaud erkend voor gebruik bij tomaten, komkommer en sierplanten.

## Toxicologie en veiligheid
Buprofezine heeft een lage acute toxiciteit voor zoogdieren en een matige acute toxiciteit voor vogels, vissen en andere waterorganismen.
De stof wordt niet beschouwd als carcinogeen door het IARC. Het Environmental Protection Agency (EPA) in de Verenigde Staten beschouwt de stof wel als mogelijk carcinogeen.
Buprofezine is matig persistent in de bodem (halveringstijd ongeveer 50 dagen).